# Hôtel Coulanges
El hotel des Coulanges es un hôtel particulier ubicado en la Plaza de los Vosgos en París, Francia. Colinda con el pabellón del Rey y fue construido en 1607 para Philippe I de Coulanges, el abuelo materno de Marie de Rabutin-Chantal, la futura Madame de Sévigné. Quien nació en este hotel y vivió allí hasta los once años.
No debe confundirse con el Hôtel de Coulanges en la rue des Francs-Bourgeois, donde Marie vivió posteriormente hasta su matrimonio.

## Histórico

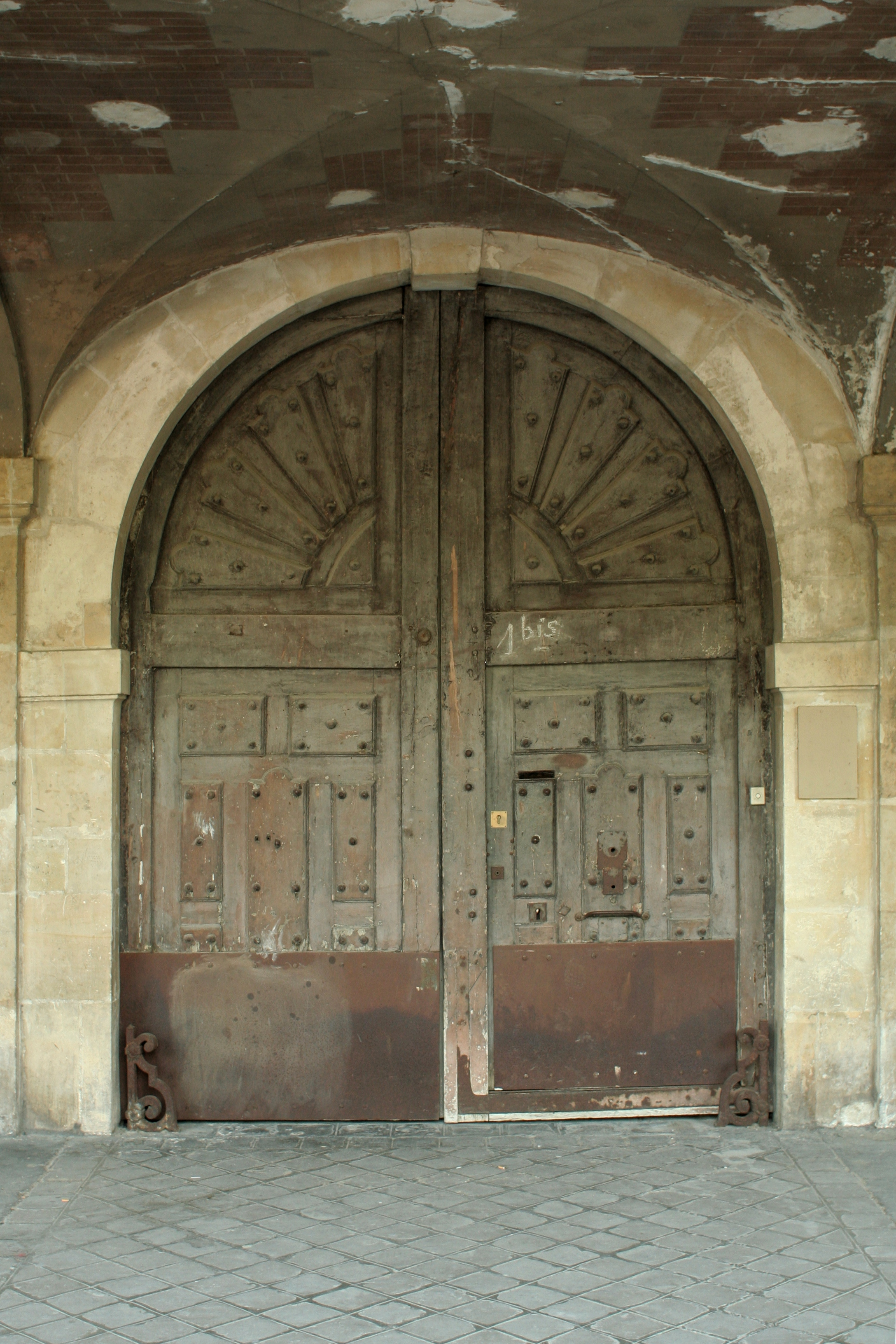
Hojas artesonadas de la puerta del Hôtel Coulanges, en la Place des Vosges.

Fue construido en 1607 por Philippe I de Coulanges y su esposa Marie de Bèze. Su nieta, Marie de Rabutin-Chantal, futura Madame de Sévigné, nació allí en 1626, en un tocador, al final del apartamento. Sus padres ocuparon todo el segundo piso del ala Vosges. Vivió en este hotel hasta que fue vendido por la familia en 1637.
El pintor posimpresionista Georges Dufrénoy vivió allí desde 1871 hasta 1914, antes de trasladarse al número 23, en el Hôtel de Bassompierre.
Hacia 1910-1912, la bailarina contemporánea Isadora Duncan fue inquilina allí, junto con Paris Singer (uno de los hijos de Isaac Singer, fundador de la compañía que lleva su nombre). Los dos amantes hacen que la sala de recepción se transforme en un salón de baile con una escalera monumental. Se convierte en un lugar de actuación donde Isadora puede esbozar coreografías innovadoras.

### Las obras de Béatrice Cottin
Fue comprado en 1963 por Béatrice Cottin, hija del banquero Emmanuel Derode, fundador de BFCE. Entonces se encontraba en completa decrepitud. La nueva dueña emprende obras que durarán más de 40 ans: primero fue restaurado y convertido en una quincena de apartamentos. Fue ocupado en 1994 Béatrice Cottin invirtió varios millones de euros en las obras, que, tras muchas aventuras, fueron abandonadas en 2007. Víctima de una fractura de fémur, fue hospitalizada ese año. Muy endeudada, en conflicto con su familia, entró en una casa de retiro Endécembre 2008diciembre de 2008, ella es puesta bajo tutela.
, 1500 m2Le Figaro señala que en 2009. Según Liberación "las partes renovadas se codean con habitaciones totalmente ruinosas, con palomas, entre otras cosas, habiedno sido los pisos saqueados"

### Solicitud de Jueves Negro
El 31 de octubre de 2009, fue requisado por el colectivo Jeudi noir, que defiende el derecho a la vivienda de los estudiantes pobres. Allí se instalaron una treintena de estudiantes y jóvenes en situación precaria, comprometiéndose a respetarlo.
El colectivo juzga que este edificio catalogado y abandonado se está deteriorando. Desprovisto de calefacción y agua corriente, habría estado desocupado desde 1966. Según el abogado de los ocupantes ilegales, "es incorrecto decir que la señora Cottin vive aquí". Para un abogado del propietario, se trata efectivamente de que solo se encuentra "provisionalmente en una casa de retiro, y desea volver a su mansión". Según otro abogado de Béatrice Cottin, si alguien puede reprocharle algo a su cliente, es "haber tomado demasiado tiempo para llevar a cabo el trabajo".
El tutor de Béatrice Cottin, que la representa legalmente, emprendio acciones legales contra los ocupantes ilegales. El 18 janvier 2010 fueron condenados a la expulsión y al pago de una fuerte indemnización. El 22 de octubre, el Tribunal de Apelación confirmó la decisión de expulsión y redujo el monto de la indemnización a aproximadamente 80 000 euros. El tribunal reconoció en "la legítima preocupación del colectivo por llamar la atención de las autoridades sobre las dificultades de vivienda a las que suelen enfrentarse los estudiantes y los jóvenes en situación de empleo", pero los ocupantes ilegales, dice, son culpables. Al día siguiente, fueron expulsados, después de un año de ocupación. Un representante de la Jefatura de Policía afirma que el inmueble "ya no permanecerá vacío como en el pasado", ya que Béatrice Cottin muere en noviembre de 2015, a la edad de 93 ans años.
En junio de 2016, varios medios anuncian la adquisición del hotel por parte de Xavier Niel, por importe de 33 millones de euros. Según información de la revista Desafíos, el empresario se habría comprometido a mantener el Hotel en su patrimonio familiar por un período de al menos quince años mientras creaba un " Espacio Beatrice Cottin » albergar un museo o galería accesible al público.

## Descripción
Hay techos franceses con vigas pintadas y grandes chimeneas de piedra.

## Protección
Las fachadas y los techos se clasifican como monumentos históricos en 1926, las escaleras inscritas en 195, la galería abovedada y las hojas de la puerta de entrada se enumeran en 1954 y el techo del segundo piso está inscrito en 1967.